# Enmya Batu Dua Ratus
Enmya Batu Dua Ratus is een bestuurslaag in het regentschap Aceh Tenggara van de provincie Atjeh, Indonesië. Enmya Batu Dua Ratus telt 412 inwoners (volkstelling 2010).